# Keve Hjelm
Karl Ever Hjelm, detto Keve (Gnesta, 23 giugno 1922 – Stoccolma, 3 febbraio 2004), è stato un attore e regista svedese, primo vincitore del premio Guldbagge come miglior attore.

## Biografia
Iniziò l'attività teatrale durante gli anni dell'università per poi in pochi anni lavorare in diversi teatrali e nel 169 fui nominato direttore del Teatro Dramaten.
La sua carriera a livello cinematografico si svolse dagli anni quaranta  all'anno della sua morte, interpretando oltre settanta film.
Lavorò anche per la televisione tra il 1961 e il 1971 sia come regista che come interprete.

## Vita privata
Sposato, ebbe quattro figli.

## Filmografia Parziale
- Kvarteret Korpen, regia di Bo Widerberg (1963)
- Kärlek 65, regia di Bo Widerberg (1965)
- Giochi di notte (Nattlek), regia di Mai Zetterling (1966)

## Premi e riconoscimenti
Guldbagge
1964 - Miglior attore - Kvarteret Korpen